# Xã Americus, Quận Lyon, Kansas
Xã Americus (tiếng Anh: Americus Township) là một xã thuộc quận Lyon, tiểu bang Kansas, Hoa Kỳ. Năm 2010, dân số của xã này là 1.503 người.